# 公家領
公家領（くげりょう）とは、公家（公卿・官人）の所領の総称。広義においては皇室領を含む場合もある。

## 概要

### 古代
古代律令制においては、公卿以下の官人を構成する貴族階層の生活は律令法で定められた封禄制度によって支えられてきた。だが、その体制は早い時期に崩壊し、貴族たちは官司をも巻き込んで彼らによる独自の生活基盤形成を図ることになる。既に奈良時代の段階で有力貴族たちは山野薮沢を占有し、墾田永年私財法を利用して墾田を私有化して自己の所領を形成する。9世紀末期には貴族による荘家が設置されて周囲の土地や舎宅を自己のものとして押領し、続いて官司も官人の俸禄や経費調達のために官田や諸司田を設置するようになる。10世紀になると国司による徴税請負体制が確立し、皇室や上流貴族、官司はこうした国司からの進納に依存するところが大きくなる。一方、中下流の貴族は国司として地方に下り土着する者が出る一方で受領となって財を築きあるいは荘園を築き、皇室や摂関家などと関係を結ぶ者があった。受領や在庁官人は自らが築いた荘園をこうした有力者に積極的に寄進して自らは荘官としての地位を確実なものとした。更に皇室や摂関家と人身的従属関係にある人々が給免田を与えられて供御人などとなり、彼らによって荘園が形成される場合もあった。こうした中で国司側に残された田地も国衙領として実質上は国家（朝廷及び公家政権）の荘園となり、これを基礎とした院宮分国・知行国制度も確立された。

### 中世前期
中世公家領には自己邸宅の宅地や御願寺・氏寺の敷地及び所領も含まれるが、収入を得るのは自家の荘園が主であった。支配の形態は摂関家と清華家以下では大きく異なっている（皇室領の場合には、摂関家のそれに近い形態を取っていた）。五摂家の確立以後、摂関の官職・藤氏長者の地位・渡領（殿下渡領）がセットで五摂家の当主間を交替で移動した。渡領とは別個に五摂家は家領と呼ばれる各家固有の所領を有していた。家領は全て本家職を有しているか、 本所として荘務を掌握している所領のみで成立しており、皇室領も含めた他の荘園の下級所職を知行している例はなかった。清華家級の場合、皇室領（主に上皇や女院の所領）の領家職・預所職の知行が主で本家・本所となり得る家領は自己が開発に関わったものなどに限定されている（これはそれ以下の公家も同様で、資力・政治力がない分一層厳しいものになる）。それでも、彼らのうちには知行国を有して子孫に世襲させる例もあった（上野国の中院家、伊予国の西園寺家など）。それ以下の公家の場合は、皇室や摂関家の家司・家礼として代々奉仕して、その俸禄の代わりに所領の下級所職が宛がわれる例が多い。中下級の公家の所領は大きく分けて「相伝」と「恩領」の2つに分れていた。前者はその家に代々伝えられてきた所領・所職として子孫への継承が許された土地であり、後者は奉仕の代償として本家・本所から与えられた所領・所職でその付与・剥奪は本家・本所側にあった。もっとも、相伝であっても他者からの侵奪を避けるために有力権門である本家・本所による保障を受ける例や恩領であったものが長年の奉公の褒賞として相伝として本家・本所から認められる例もあった。そのため、個々の公家領が相伝か恩領かを巡って本家（皇室・摂関家）と領家（中下級公家）の間で対立する場合もあった。また、家職の世襲によって当該官司が有する官司領を実質的に保有する場合（主殿寮の壬生官務家、内蔵寮の山科家、陰陽寮（泰山府君祭領）の土御門家など）もあった。更に鎌倉時代以後の貨幣経済の発達に乗って官司の供御人の系譜を引く座や商工業者（官司の代わりに生産物を生産・調達して官司に納める義務を有するとされていた）に対する課役権を行使（京都における営業権の意味合いもある）や関所・率分関の設置による収入なども公私の経済の資を支えた。公家領は当初は次男以下への家領の分割による新しい家の分立（例:近衛家からの鷹司家分立）や女系による継承の例も見られたが、鎌倉時代後期になると公家領の拡大が鈍化して分割のみが進行するようになった。このため、所領を巡る争いが頻発するようになり、鎌倉時代末期より本家や治天の君の裁許を求める例が増えるようになり、嫡男への男系相続へと移行するようになる。それを受けて建武政権においては後醍醐天皇が家督・家記・邸宅などを合わせて「家門」とし、家領を家門維持のために必要な経済的な基盤としてと位置づけ、本家・領家を問わず家門と家領を家単位で一括安堵をする仕組を取り入れたのである。家門・家領の一括安堵は建武政権を倒す形で成立した北朝においても継承され、嫡男への男系相続への移行を決定づけたのである。

### 中世後期
だが、南北朝の内乱の中で室町幕府による半済令が行なわれ、更に寺社本所領事によって、皇室領・摂関家の渡領などを例外として実質上の守護大名との下地中分が行なわれたが、室町幕府の軍事力によって維持される存在となっていた公家政権がそれに抗うことは不可能であった。そして、足利義満が治天の君が持っていた政治的権限（王権）を自己の手中に収めていく過程において従来治天の君が保有していた一括安堵の権限をも掌握していき、義満以後においても天皇の綸旨のみならず室町殿の御教書・御内書を必要とした。天皇の綸旨は家督や家業の安堵の役目を、室町殿の御教書・御内書は家領の安堵の役目を果たした。ただし、安堵の主導権を天皇と室町殿のどちらが握っているかは時期により差があり、義持・義教の時代に入っても室町殿による家門安堵の例が多く見られるものの、嘉吉の乱以後はもっぱら天皇が家門を安堵し、それを受けて室町殿が家領の安堵する形式がほとんどとなる。また、室町殿による家領安堵とは反対に室町殿の意向に反した公家の所領没収も行われる場合もあり、広橋家のように足利義持・義教の2代の将軍から家領を没収された例もあった。応仁の乱・明応の政変以後も室町殿による家領安堵の権限が完全には失われていなかったことは、室町幕府最後の時期に加賀国井家荘を巡って二条晴良と勧修寺晴右が争った際に正親町天皇が晴右に安堵する裁決を下したにもかかわらず、将軍足利義昭が晴右が前将軍義栄の支持者であったことを理由に勅命を無視して晴良に安堵したこと、義昭の後ろ盾である織田信長からの公家に対する朱印状が、義昭の「仰（おおせ）」「御下知」に従って発給されていたことからも理解できる。南北朝の内乱から寺社本所領事による下地中分の過程で京都周辺以外の公家領の多くは「不知行」化されて、収入が全く入ってこない名目上だけの存在となる。京都周辺の公家領からの収入は室町殿の家領安堵によって座や商工業者への課役や関所・率分所などからの収入とともに室町時代においても辛うじて維持されてきたが、応仁の乱以後は現地の武士達に対する押領によってほとんどの公家領は「不知行」となり、経済・治安の混乱は関銭収入の維持も困難とした。公家たちは生活のために京都を離れて地方の戦国大名を頼ったり、自己の荘園に移住して直務（荘園の直接経営）を行ったりする例も現れるようになった。天皇もこうした動きに対して手を拱いていた訳ではなく、長期の不出仕に対しては昇進停止や解官などの措置を取る一方、正規の暇の手続を取った者に対しては在国が長期にわたる事態も公認したり、禁裏小番の制度を改革して負担の軽減（番自体の削減・番文による出仕期間の事前通知・在京親族による代役許可など）することで、公家の地方下向が直ちに禁裏（公家政権）からの離脱につながらないようにする方針も取られた。加えて、天皇が洛中の屋敷地（一部は貸し出して地子の財源になる）や公事などの課役徴収の権限を安堵（所領外の収入の安定確保）したり、応仁の乱以降の半済令復活の動きに対して公家領や門跡領の禁裏御料化を進めてこれに対抗したりすることによって、自らを支える公家の経済的基盤（公家領・課役）の確保・維持に努めている。

### 近世
織田信長や豊臣秀吉は公家に対して残された所領の安堵や新規の知行の給付を行なった。続いて徳川家康も関ヶ原の戦いに勝利すると直ちに公家領の調査を行ない、禁裏御料（皇室領 3万石）以下の公家・門跡領の知行を宛がっている。この際、宮家・公家領は合わせて3万石弱であり、宮家では八条宮家の3,000石、伏見宮家の1,000石などとされ、公家では近衛家の2,295石余以下、新設の新家に至っては50石という事例も珍しくなかった。なお、江戸時代中期には宮家・公家106家で合わせて46,600石となっている。これは家格や家自体の新旧、江戸幕府や天皇との親疎（昵懇衆とされた公家は家格が低くても家領は多い）。公家に対する知行安堵は大臣家以上及び従一位には将軍からの判物、それ以下には朱印状をもって行なわれた（武家の場合は10万石以上を判物、それ未満を朱印状としている）。この他に御方と呼ばれた嫡子の出仕者に方領と呼ばれる所領が家督継承までの間与えられることがあった。だが、一部の家を除けば、小禄高の武士並の知行しか与えられず、その生活は苦しかった。

## 幕末の公家領
国立歴史民俗博物館の『旧高旧領取調帳データベース』によると、幕末期の公家（堂上家）領は以下の通り。（154村）
- 山城国
  - 愛宕郡のうち - 18村
  - 葛野郡のうち - 37村
  - 乙訓郡のうち - 35村
  - 紀伊郡のうち - 13村
  - 宇治郡のうち - 2村
  - 久世郡のうち - 5村
  - 綴喜郡のうち - 5村
  - 相楽郡のうち - 6村
- 大和国
  - 添上郡のうち - 1村
- 河内国
  - 志紀郡のうち - 1村
- 摂津国
  - 島上郡のうち - 7村
  - 豊島郡のうち - 1村
  - 川辺郡のうち - 12村
- 近江国
  - 滋賀郡のうち - 2村
  - 野洲郡のうち - 1村
  - 蒲生郡のうち - 1村
- 丹波国
  - 桑田郡のうち - 5村
  - 氷上郡のうち - 2村